# Mindoro

Mindoro est la septième plus grande île des Philippines  par sa superficie. Elle se trouve au sud-ouest de l'île de Luçon et au nord-est de l'île de Palawan. Elle appartient à la mer des Philippines (mer de Sibuyan), sa côte sud-ouest bordant la mer de Sulu. Dans le passé, l'île était appelée Ma-I ou encore Mait par les chinois. Le nom Mindoro vient du nom que les Espagnols donnèrent à l'île : "Mina de Oro" ("mine d'or"). Administrativement l'île est divisée en deux provinces : Mindoro-Est et Mindoro-Ouest. 
Elle fut le théâtre de la bataille de Mindoro en décembre 1944.

## Économie
L'économie de Mindoro est largement basée sur l'agriculture. L'île produit une grande variété de fruits : citron, bananes, ramboutans et noix de coco. Des céréales poussent aussi sur l'île : riz, canne à sucre, maïs, arachide.
L'île exploite ses ressources minières (marbre et cuivre).

## Langues et religion
Sur l'île, la langue la plus courante est le tagalog, mais dans certaines régions de l'île, beaucoup parlent le visayan ou le mangyan. La religion la plus pratiquée de l'île est la religion catholique.

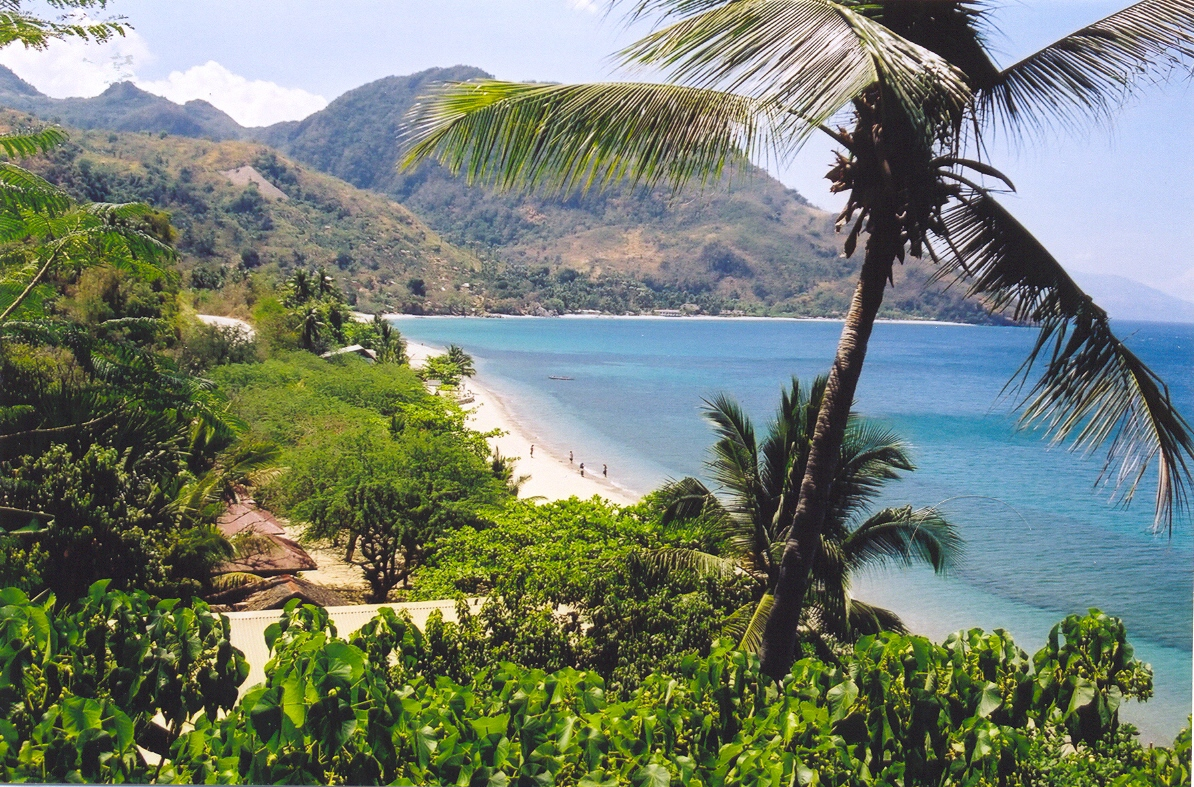
Plage au nord de Mindoro

## Patrimoine culturel
- Église Immaculate Conception à Jasaan, Misamis Oriental[1]

## Patrimoine naturel
- Récif d'Apo, qui est inclus dans la liste du patrimoine mondial aux Philippines